# Gulfport (Mississippi)
Gulfport város az Amerikai Egyesült Államok Mississippi államában, Harrison megyében, melynek megyeszékhelye. Lakosainak száma 72 926 fő (2020. április 1.).

## Népesség
A település népességének változása:

| 2010 | 67 793 |
| 2020 | 72 926 |